# Sidi Chami
Sidi Chami (em árabe: خريطة سيدي الشحمي) é uma comuna localizada na província de Orã, Argélia. Segundo o censo de 2009, a população total da cidade era de 114 050 habitantes.